# Le hussard sur le toit
Le hussard sur le toit (en España e Hispanoamérica llamada El húsar en el tejado, excepto en Argentina El jinete sobre el tejado) es una película francesa realizada en 1995 y dirigida por Jean-Paul Rappeneau. Cuenta en los protagónicos con Juliette Binoche y Olivier Martínez, basada en la novela homónima Le hussard sur le toit de 1951 escrita por Jean Giono.

## Sinopsis
En 1832, el cólera azota Provenza (Sur de Francia). Tras varias desventuras, el joven Angelo Pardi, coronel italiano de los húsares, perseguido por la policía secreta austríaca, conoce a Pauline de Théus, una bella mujer en busca de su esposo. Cruzados sus caminos, Angelo comienza a ayudar a Pauline en su búsqueda por un país sumido en el caos por la enfermedad.

## Elenco
- Juliette Binoche: Pauline de Théus
- Olivier Martínez: Coronel Angelo Pardi
- Claudio Amendola: Maggionari
- Isabelle Carré: La tutora
- François Cluzet: El doctor
- Jean Yanne: El vendedor ambulante
- Pierre Arditi: Mr Peyrolle
- Christiane Cohendy: Mme Peyrolle
- Gérard Depardieu: El comisario de la policía de Manosque
- Laura Marinoni: Carla
- Yolande Moreau: Mme Rigoard
- Daniel Russo: Maître Rigoard

## Premios
- Premio César al mejor sonido en 1996.
- Premio César a la mejor fotografía en 1996.
- Premio Silver Ribbon de la Italian National Syndicate of Film Journalists en la categoría mejor diseño de vestuario en 1997.
- Premio Golden Reel Award de la Motion Picture Sound Editors, USA en la categoría de mejor edición de sonido en 1997.